# Clannad (гурт)
Clannad (Кла́ннад) — відомий ірландський музичний гурт. Музику Clannad можна охарактеризувати як синтез кельтского фолку, року, нью-ейдж і джазу. Співають ґельською (ірландською) та англійською мовами.
До складу гурту входять Мойя Бреннан (Máire Brennan), її рідні брати Кірон Бреннан (Ciarán Brennan) і Пол Бреннан (Pól Brennan), і двоюрідні дядьки Ноел Дюгген (Noel Duggan) і Порік Дюгген (Padraig Duggan). Вони родом із містечка Гвідор, округ Донегал, Ірландія. Назва гурту походить від гаельського Clann as Dobhair — сім'я з Dobhair (ірландська назва Донегалу). У такому складі вони виступали в таверні свого батька Лео Бреннана. Перший великий успіх до музикантів прийшов у 1970 році, коли гурт переміг на престижному фолк-фестивалі «Леттеркенні», результатом чого став офіційний запис першого диску. З 1980 по 1982 в гурті грала сестра Мойі — Енья (Enya), яка пізніше почала успішну сольну кар'єру.
Альбом 1997 року «Landmarks» отримав премію Греммі за 1999 рік як найкращий альбом в стилі нью-ейдж.

## Склад

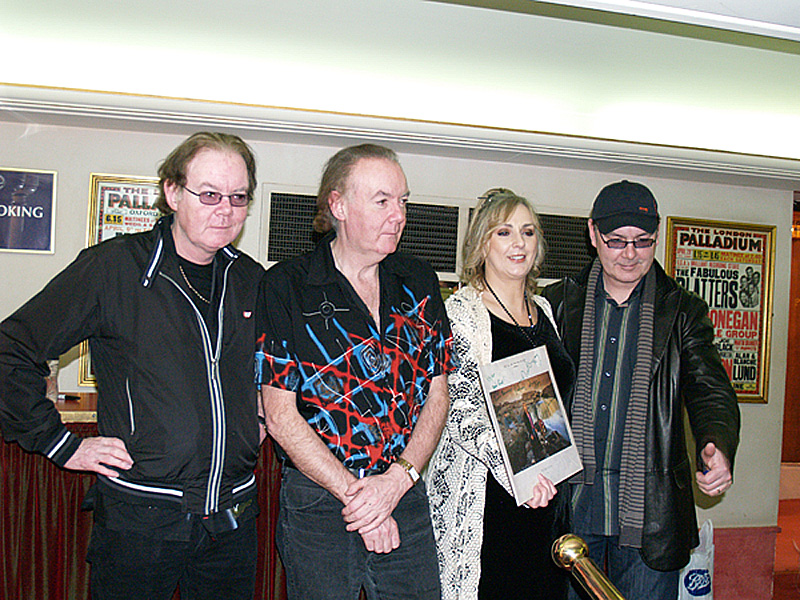

- Мойя Бреннан: вокал, арфа, клавішні
- Кірон Бреннан: вокал, бас, гітара, клавішні
- Ноел Дюгген: гітара
- Порвк Дюгген: гітара, мандоліна, гармоніка
- Пол Бреннан: вокал, флейти, клавішні, гітара (з 1970 по 1990)
- Енья Бреннан: вокал, клавішні (із 1980 по 1982)

## Дискографія
- 1972 Clannad
- 1974 Clannad 2
- 1976 Dúlamán
- 1978 Clannad in Concert [live]
- 1979 Ring Of Gold [live, unofficial bootleg]
- 1980 Crann Úll
- 1982 Fuaim
- 1983 Magical Ring
- 1984 Legend [soundtrack]
- 1985 Macalla
- 1987 Sirius
- 1988 Atlantic Realm [soundtrack]
- 1989 Pastpresent [collection]
- 1989 The Angel and the Soldier Boy [soundtrack]
- 1992 Anam
- 1993 Banba
- 1995 Lore
- 1995 Themes [collection]
- 1997 Landmarks
- 1997 Rogha: The Best of Clannad [collection]
- 1998 An Diolaim [collection]
- 2003 The Best of Clannad: In a Lifetime [collection]
- 2005 Clannad (Live In Concert, 1996) [live]